# Mark Wotte
Mark Christian Wotte (Enschede, 16 december 1960) is een voormalig Nederlands voetballer die daarna werkzaam was als trainer en technisch directeur.

## Speler
Als voetballer speelde Wotte in de jeugd van SC Enschede, de tweede teams van FC Twente en FC Den Haag en in het eerste elftal van FC Vlaardingen, Feyenoord, FC Den Haag en SVV. Hij speelde vijf interlands met het Nederlands voetbalelftal onder 17 en eenmaal voor onder 18.

## Trainer
Wotte begon als jeugdtrainer bij FC Den Haag. Hij was daarnaast gymnastiekleraar in Hellevoetsluis. In februari 1992 werd hij ad-interim aangesteld als hoofdtrainer. Wotte was hoofdtrainer bij FC Lisse, FC Utrecht, FC Den Bosch en Willem II. Ook was hij KNVB-bondscoach van Jong Oranje (2000–2002) en onder 19 (2000–2002). Tevens was hij in 2004 en 2005 technisch directeur van Feyenoord. Wotte was tot 14 december 2006 trainer van de Egyptische club Ismaily. Op die datum volgde hij Adrie Koster op als trainer van RKC Waalwijk. Op Eerste Pinksterdag 2007 degradeerde hij met die club door in het derde en beslissende duel te verliezen van VVV-Venlo in de play-offs.
De ex-voetballer legde vervolgens zijn functie als trainer bij RKC Waalwijk neer. Na een jaar in Qatar bij Al-Ahli, werd hij in 2008 hoofd jeugd opleiding van Southampton. Na het vertrek van trainer Jan Poortvliet op 23 januari 2009 werd Wotte hoofdtrainer. Hij wist degradatie niet te voorkomen doordat de club wegens financiële problemen tien punten aftrek kreeg. De clubleiding gaf aan verder te willen met Wotte als trainer. Precies een maand later kreeg Southampton een nieuwe eigenaar en werd Wotte ontslagen.
In januari tekende hij een contract voor anderhalf jaar als trainer bij de Roemeense club Universitatea Craiova. Hier werd hij nadat de club veilig stond in mei 2010 op non-actief gezet wegens een conflict met de eigenaar/president.
Wotte was in het seizoen 2010/11 opnieuw trainer van Ismaily in Egypte. Daarna werkte hij drieënhalf jaar in Schotland als Performance Director / Hoofd van de Nationale Jeugdteams van de Schotse Voetbalbond (SFA).

### Feyenoord
In januari 2004 werd bekendgemaakt dat Wotte bij Feyenoord in dienst ging treden als technisch directeur. Hij volgde de ontslagen Rob Baan op. Na twee seizoenen in dienst te zijn geweest bij Feyenoord vertrok hij daar per 1 januari 2006.

### Marokkaanse voetbalbond
Op 1 december 2015 tekende Wotte een contract getekend tot 2020 bij de Marokkaanse voetbalbond. Hij was daar bondscoach van Marokko onder 20 en sinds augustus 2017 van Marokko onder 23. In juli 2017 won Marokko onder 20 in Ivoorkust voor het eerst sinds 2001 de Jeux de la Francophonie door Ivoorkust onder 20 in de finale na strafschoppen te verslaan. In maart 2019 werd zijn contract ontbonden, nadat Marokko zich niet meer voor de Olympische Spelen kon plaatsen.

## Erelijst
Marokko onder 20
- Jeux de la Francophonie: 2017